# Métallole
Les métalloles sont des dérivés du cyclopentadiène où le carbone en position 5, c'est-à-dire le carbone hybridé sp3, a été remplacé par un hétéroatome. Contrairement aux cyclopentadiènes, la numérotation des atomes des métalloles commence par cet hétéroatome.
Les métalloles peuvent aussi être vu comme des analogues structurels du pyrrole. On peut citer parmi eux :
- l'arsole, analogue remplacé par l'arsenic ;
- le bismole, analogue remplacé par le bismuth ;
- le borole, analogue remplacé par le bore ;
- le furane (oxole), analogue remplacé par l'oxygène ;
- le gallole, analogue remplacé par le gallium ;
- le germole, analogue remplacé par le germanium ;
- le phosphole, analogue remplacé par le phosphore ;
- le plumbole, analogue remplacé par le plomb ;
- le pyrrole (azole), analogue remplacé par l'azote ;
- le sélénophène, analogue remplacé par le sélénium ;
- le silole, analogue remplacé par le silicium ;
- le stannole, analogue remplacé par l'étain ;
- le stibole, analogue remplacé par l'antimoine ;
- le tellurophène, analogue remplacé par le tellure ;
- le thiophène, analogue remplacé par le soufre ;
- le titanacyclopentadiène, analogue remplacé par le titane ;
- le zirconacyclopentadiène, analogue remplacé par le zirconium.

Certains de ces composés sont organométalliques, mais une bonne partie contient aussi des métalloïdes voire des non-métaux. Beaucoup de métalloles sont fluorescents et sont utilisés dans  les diodes électroluminescentes organiques (OLED) ou d'autres applications optiques.